# Kawęczyn
Kawęczyn è un comune rurale polacco del distretto di Turek, nel voivodato della Grande Polonia.
Ricopre una superficie di 101,06 km² e nel 2004 contava 5 313 abitanti.